# Emden (Illinois)
Emden ist ein Village im Logan County des Bundesstaats Illinois in den Vereinigten Staaten.
Die Einwohnerzahl beträgt 467 (Stand: 2020).
Benannt ist die Ortschaft nach der ostfriesischen Seehafenstadt Emden. Viele Auswanderer, die sich hier niedergelassen haben, stammen aus der Emsregion.

## Geographie
Emdens geographische Koordinaten lauten 40° 18′ N, 89° 29′ W (40,297772, −89,485267). Der Ort liegt südlich abseits des U.S. Highway 136 und wird diagonal von einer Bahnstrecke der früheren Illinois Central Railroad durchschnitten.
Nach den Angaben des United States Census Bureaus hat das Village eine Gesamtfläche von 0,5 km², die vollständig aus Land besteht.

## Geschichte
Emden wurde 1871 als Bahnstation der damaligen Peoria, Lincoln and Decatur Railroad gegründet. Das eingerichtete Postamt nahm seinen Dienst am 7. August jenes Jahres auf.

## Demographie
Zum Zeitpunkt des United States Census 2000 bewohnten Emden 515 Personen. Die Bevölkerungsdichte betrug 864,5 Personen pro km². Es gab 226 Wohneinheiten, durchschnittlich 379,4 pro km². Die Bevölkerung Emdens bestand zu 99,03 % aus Weißen, 0,19 % Native American und 0,78 % nannten zwei oder mehr Rassen.
Die Bewohner Emdens verteilten sich auf 216 Haushalte, von denen in 29,6 % Kinder unter 18 Jahren lebten. 57,4 % der Haushalte stellten Verheiratete, 7,9 % hatten einen weiblichen Haushaltsvorstand ohne Ehemann und 31,9 % bildeten keine Familien. 29,2 % der Haushalte bestanden aus Einzelpersonen und in 19,9 % aller Haushalte lebte jemand im Alter von 65 Jahren oder mehr alleine. Die durchschnittliche Haushaltsgröße betrug 2,38 und die durchschnittliche Familiengröße 2,90 Personen.
Die Bevölkerung verteilte sich auf 25,2 % Minderjährige, 7,8 % 18–24-Jährige, 24,9 % 25–44-Jährige, 18,1 % 45–64-Jährige und 24,1 % im Alter von 65 Jahren oder mehr. Der Median des Alters betrug 40 Jahre. Auf jeweils 100 Frauen entfielen 85,3 Männer. Bei den über 18-Jährigen entfielen auf 100 Frauen 85,1 Männer.
Das mittlere Haushaltseinkommen in Emden betrug 36.776 US-Dollar und das mittlere Familieneinkommen erreichte die Höhe von 42.206 US-Dollar. Das Durchschnittseinkommen der Männer betrug 34.375 US-Dollar, gegenüber 24.688 US-Dollar bei den Frauen. Das Pro-Kopf-Einkommen belief sich auf 17.082 US-Dollar. 6,1 % der Bevölkerung und 4,8 % der Familien hatten ein Einkommen unterhalb der Armutsgrenze, davon waren 1,4 % der Minderjährigen und 11,6 % der Altersgruppe 65 Jahre und mehr betroffen.